# Tillandsia remota
Tillandsia remota là một loài thực vật có hoa trong họ Bromeliaceae. Loài này được Wittm. miêu tả khoa học đầu tiên năm 1891.

## Hình ảnh

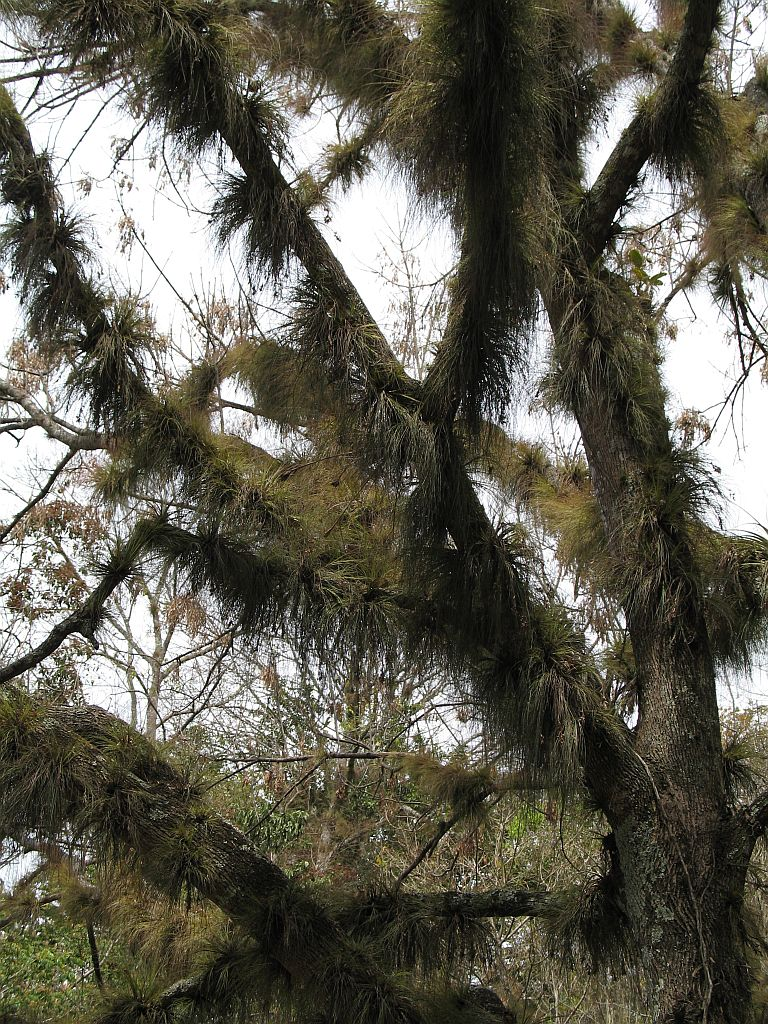
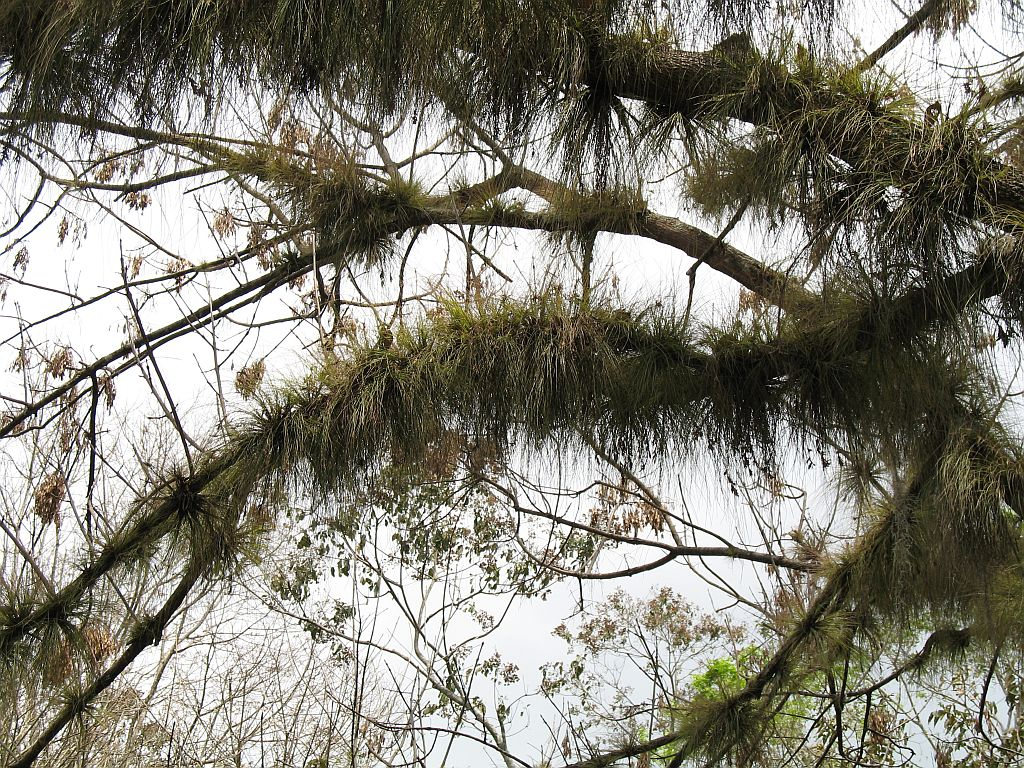
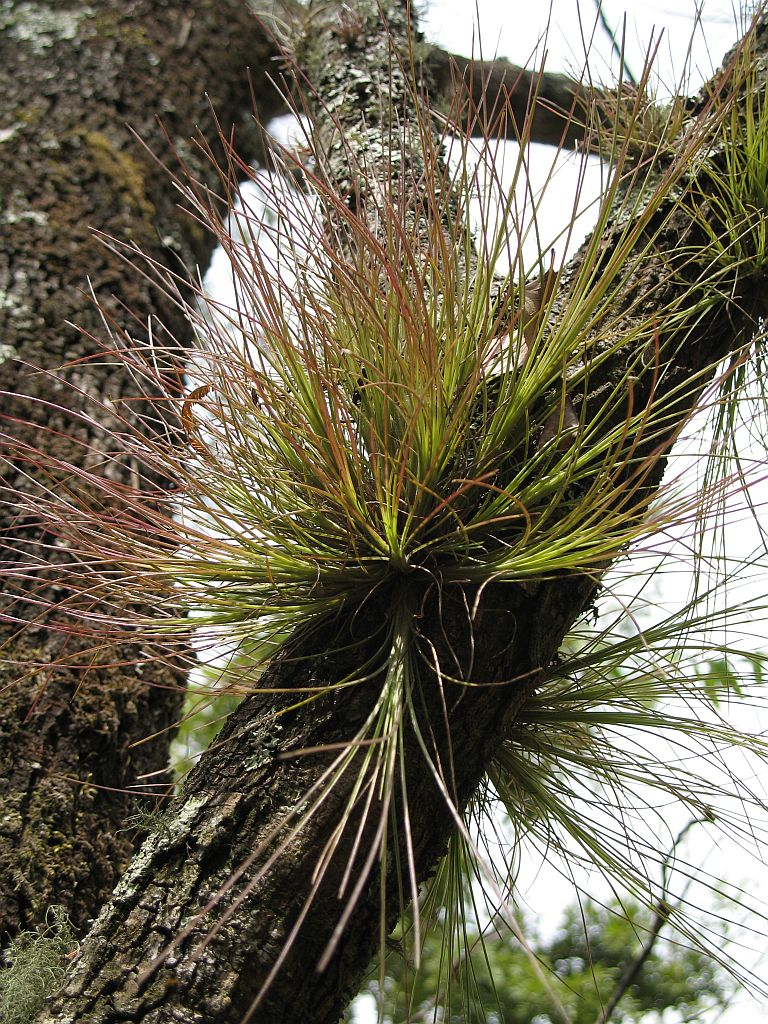